# Рольф Гертцог
Рольф Гертцог (нар. 25 квітня 1968) — колишній швейцарський тенісист.
Найвищу одиночну позицію світового рейтингу — 205 місце досяг 11 липня 1988, парну — 181 місце — 13 червня 1988 року.

## Фінали Гран-прі

### Парний розряд (0–1)
| Результат | W-L | Дата     | Турнір          | Покриття | Партнер      | Суперники                           | Рахунок  |
| --------- | --- | -------- | --------------- | -------- | ------------ | ----------------------------------- | -------- |
| Поразка   | 0–1 | Чер 1988 | Болонья, Італія | Ґрунт    | Марк Вальдер | Еміліо Санчес Вікаріо Хав'єр Санчес | 1–6, 6–7 |

## Фінали ATP Челленджер

### Парний розряд: 1 (0–1)
| Результат | W-L | Дата     | Турнір                     | Покриття | Партнер     | Суперники                           | Рахунок  |
| --------- | --- | -------- | -------------------------- | -------- | ----------- | ----------------------------------- | -------- |
| Поразка   | 0–1 | Гру 1988 | Мюнстер, Західна Німеччина | Килим    | Горан Прпич | Андрій Ольховський Олександр Волков | 2–6, 0–6 |